# Штарк, Дитрих
Ди́трих Штарк (Dietrich Starck, 1908—2001) — немецкий врач и биолог.

## Биография
Штарк родился в семье врача-хирурга доктора Юлиуса Штарка и его жены Эльзы в Штеттине. С 1926 по 1932 год он изучал медицину в Йене, Вене и Франкфурте-на-Майне. В 1932 году он получил  докторскую степень во Франкфурте по работе «Die Kaumuskulatur der Platyrrhinen» (Жевательная мускулатура широконосых обезьян (Platyrrhini)). Он перешёл в Анатомический институт Кёльнского университета и в 1936 году защитил там докторскую диссертацию своей работой по анатомии «Über einige Entwikklungsvorgänge am Kopf der Urodelen». В 1949 году он был приглашён туда в качестве ординарного профессора анатомии.
Штарк до глубокой старости проводил исследования в области морфологии позвоночных животных, нейроанатомии, эмбриологии и приматологии. Его значительные знания по морфологии, систематике и таксономии стали существенной основой современной эволюционной биологии.
Штарк был членом Немецкой академии естествоиспытателей Леопольдины, от которой в 1983 году он получил медаль имени Грегора Менделя. В 1974 году он стал почётным доктором факультета философии Венского университета.
Штарк был председателем и почётным членом Анатомического общества, Немецкого Зоологического общества и многих других национальных и международных научных обществ. Общество по изучению природы имени Зенкенберга вручило ему свою высшую награду — медаль Кречмара.

## Эпонимы
В честь учёного назван вид зайцев Lepus starcki.